# Challenge Mallorca 2006
De Challenge Mallorca 2006 werd gehouden van 5 februari tot en met 9 februari 2006 in Spanje.

## Etappe-overzicht
| etappe | datum      | start             | eindstreep          | afstand  | winnaar        | land      |
| ------ | ---------- | ----------------- | ------------------- | -------- | -------------- | --------- |
| 1e     | 5 februari | Palma de Mallorca | Palma de Mallorca   | 100 km   | Isaac Gálvez   | Spanje    |
| 2e     | 6 februari | Cala Millor       | Cala Bona           | 159,4 km | Isaac Gálvez   | Spanje    |
| 3e     | 7 februari | Pollenca          | Mirador des Colomer | 149,6 km | David Bernabéu | Spanje    |
| 4e     | 8 februari | Soller            | Soller              | 150,6 km | Paolo Bettini  | Italië    |
| 5e     | 9 februari | Magalluf          | Palmanova           | 149,3 km | David Kopp     | Duitsland |

## Algemeen klassement
| rang | renner              | land      | tijd     |
| ---- | ------------------- | --------- | -------- |
| 1    | David Bernabéu      | Spanje    | 17.20.05 |
| 2    | Antonio Colom       | Spanje    | 0.07     |
| 3    | Julián Sánchez      | Spanje    | 0.16     |
| 4    | Koos Moerenhout     | Nederland | 0.20     |
| 5    | Fränk Schleck       | Luxemburg | 0.28     |
| 6    | Rodrigo García      | Spanje    | 0.31     |
| 7    | Joseba Albizu       | Spanje    | 0.35     |
| 8    | Jorge Azanza        | Spanje    | 1.03     |
| 9    | Constantino Zaballa | Spanje    | 1.08     |
| 10   | Francisco Cabello   | Spanje    | 1.17     |

## 1e etappe
| rang | renner            | land        | tijd    |
| ---- | ----------------- | ----------- | ------- |
| 1    | Isaac Gálvez      | Spanje      | 2.09.17 |
| 2    | Martin Elmiger    | Zwitserland | 0.00    |
| 3    | Heinrich Haussler | Duitsland   | 0.00    |
| 4    | Javier Benítez    | Spanje      | 0.00    |
| 5    | Koldo Fernández   | Spanje      | 0.00    |
| 6    | Bram de Groot     | Nederland   | 0.00    |
| 7    | Henk Vogels       | Australië   | 0.00    |
| 8    | Francesco Chicchi | Italië      | 0.00    |
| 9    | Paolo Bettini     | Italië      | 0.00    |
| 10   | Luca Paolini      | Italië      | 0.00    |

## 2e etappe
| rang | renner              | land      | tijd    |
| ---- | ------------------- | --------- | ------- |
| 1    | Isaac Gálvez        | Spanje    | 3.45.53 |
| 2    | Robert Förster      | Duitsland | 0.00    |
| 3    | Paolo Bettini       | Italië    | 0.00    |
| 4    | Francesco Chicchi   | Italië    | 0.00    |
| 5    | Juan Antonio Flecha | Spanje    | 0.00    |
| 6    | Luca Paolini        | Italië    | 0.00    |
| 7    | Jesús del Nero      | Spanje    | 0.00    |
| 8    | Lloyd Mondory       | Frankrijk | 0.00    |
| 9    | Antonio Colom       | Spanje    | 0.00    |
| 10   | Alberto Benito      | Spanje    | 0.00    |

## 3e etappe
| rang | renner          | land      | tijd    |
| ---- | --------------- | --------- | ------- |
| 1    | David Bernabéu  | Spanje    | 3.47.24 |
| 2    | Julián Sánchez  | Spanje    | 0.01    |
| 3    | Paolo Bettini   | Italië    | 0.03    |
| 4    | David Muñoz     | Spanje    | 0.03    |
| 5    | Koos Moerenhout | Nederland | 0.03    |
| 6    | Fränk Schleck   | Luxemburg | 0.03    |
| 7    | Jon Bru         | Spanje    | 0.07    |
| 8    | Antonio Colom   | Spanje    | 0.07    |
| 9    | Rodrigo García  | Spanje    | 0.09    |
| 10   | Dario Cioni     | Italië    | 0.13    |

## 4e etappe
| rang | renner             | land      | tijd    |
| ---- | ------------------ | --------- | ------- |
| 1    | Paolo Bettini      | Italië    | 3.47.10 |
| 2    | Antonio Colom      | Spanje    | 0.00    |
| 3    | David Bernabéu     | Spanje    | 0.00    |
| 4    | Alejandro Valverde | Spanje    | 0.25    |
| 5    | Fränk Schleck      | Luxemburg | 0.25    |
| 6    | Jesús del Nero     | Spanje    | 0.25    |
| 7    | Franco Pellizotti  | Italië    | 0.25    |
| 8    | Ángel Gómez        | Spanje    | 0.25    |
| 9    | Rodrigo García     | Spanje    | 0.25    |
| 10   | Josep Jufré        | Spanje    | 0.25    |

## 5e etappe
| rang | renner           | land        | tijd    |
| ---- | ---------------- | ----------- | ------- |
| 1    | David Kopp       | Duitsland   | 3.50.11 |
| 2    | Lorenzo Bernucci | Italië      | 0.00    |
| 3    | Iñaki Isasi      | Spanje      | 0.00    |
| 4    | Julián Sánchez   | Spanje      | 0.00    |
| 5    | Martin Elmiger   | Zwitserland | 0.02    |
| 6    | Jorge Azanza     | Spanje      | 0.02    |
| 7    | Javier Benítez   | Spanje      | 0.02    |
| 8    | Linus Gerdemann  | Duitsland   | 0.02    |
| 9    | Markus Zberg     | Zwitserland | 0.02    |
| 10   | Koos Moerenhout  | Nederland   | 0.02    |

1992 · 1993 · 1994 · 1995 · 1996 · 1997 · 1998 · 1999 · 2000 · 2001 · 2002 · 2003 · 2004 · 2005 · 2006 · 2007 · 2008 · 2009 · 2010 · 2011 · 2012 · 2013 · 2014 · 2015 · 2016 · 2017 · 2018 · 2019 · 2020 · 2021 · 2022 · 2023 · 2024 · 2025